# Fabresema grisea
Fabresema grisea là một loài bướm đêm thuộc phân họ Arctiinae, họ Erebidae.